# Gebersdorfer Bach
Der Gebersdorfer Bach ist ein etwa 6 km langer linker Nebenfluss der Trattnach in Oberösterreich, der auf dem Gebiet der Gemeinde Grieskirchen entspringt und in Bad Schallerbach mündet.
Er entspringt in der Ortschaft Kickendorf nördlich von Grieskirchen, kleinere Teile des insgesamt 9,19 km² großen Einzugsgebiets liegen auch in der Gemeinde Pollham. Der Bach fließt überwiegend in Richtung Südosten, durch die Schlüßlberger Ortschaften Fürth und Margarethen. Dort nimmt er den von Norden kommenden Tegernbach (Länge 780 m, Einzugsgebiet 1,19 km²) aus der gleichnamigen Ortschaft auf. Weiter südwestlich folgen Aigendorf und Kumpfhub an der Grenze zur Gemeinde Bad Schallerbach. Dort durchfließt der Bach die namensgebende Ortschaft Gebersdorf, unterquert die Grieskirchener Straße und die Passauer Bahn und mündet an der Handel-Mazzetti-Straße in die Trattnach, die über den Innbach der Donau zufließt.
Nach heftigen Regenfällen im August 2002, im Juni 2009 und im August 2012 überschwemmte der Bach in den Gemeinden Schlüßlberg und Bad Schallerbach mehrere Häuser und die Verkehrsverbindungen. Zwischen 2015 und 2019 wurden entlang des Baches knapp 6 Mio. Euro in den Hochwasserschutz investiert, vor allem in zwei Hochwasserrückhaltebecken in Margarethen (Stauraum: 102.000 m³) und Aigendorf (Stauraum: 55.000 m³). Im Juli 2019 wurden die Anlagen im Beisein der Bundesministerin Maria Patek feierlich eröffnet.